# Rail-wegvoertuig

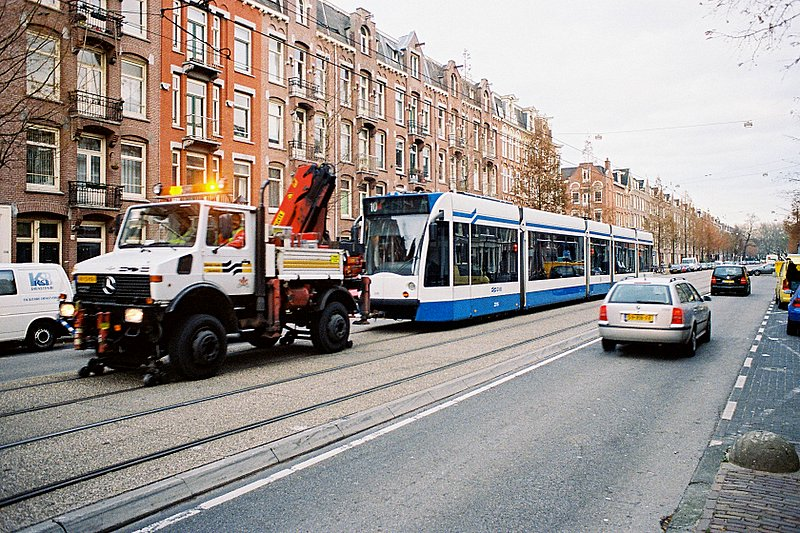
Een Unimog als sleepvoertuig

Een rail-wegvoertuig of railroader is een voertuig dat zowel over spoorrails als over gewone wegen kan rijden. Hoewel een betrekkelijk zeldzaam fenomeen, kent het een geschiedenis die medio 19e eeuw begon.

## Gebruik
Dit soort voertuigen wordt onder meer gebruikt bij onderhoud aan tramlijnen en spoorlijnen, maar ook als rangeerlocomotief. Het voordeel van een dergelijk voertuig bij het rangeren is dat dit type locomotief gemakkelijk naar een andere plaats op het rangeerterrein kan rijden, ook wanneer de weg daarheen via de spoorbaan een lange omweg is, of wanneer deze wordt versperd door wagons.

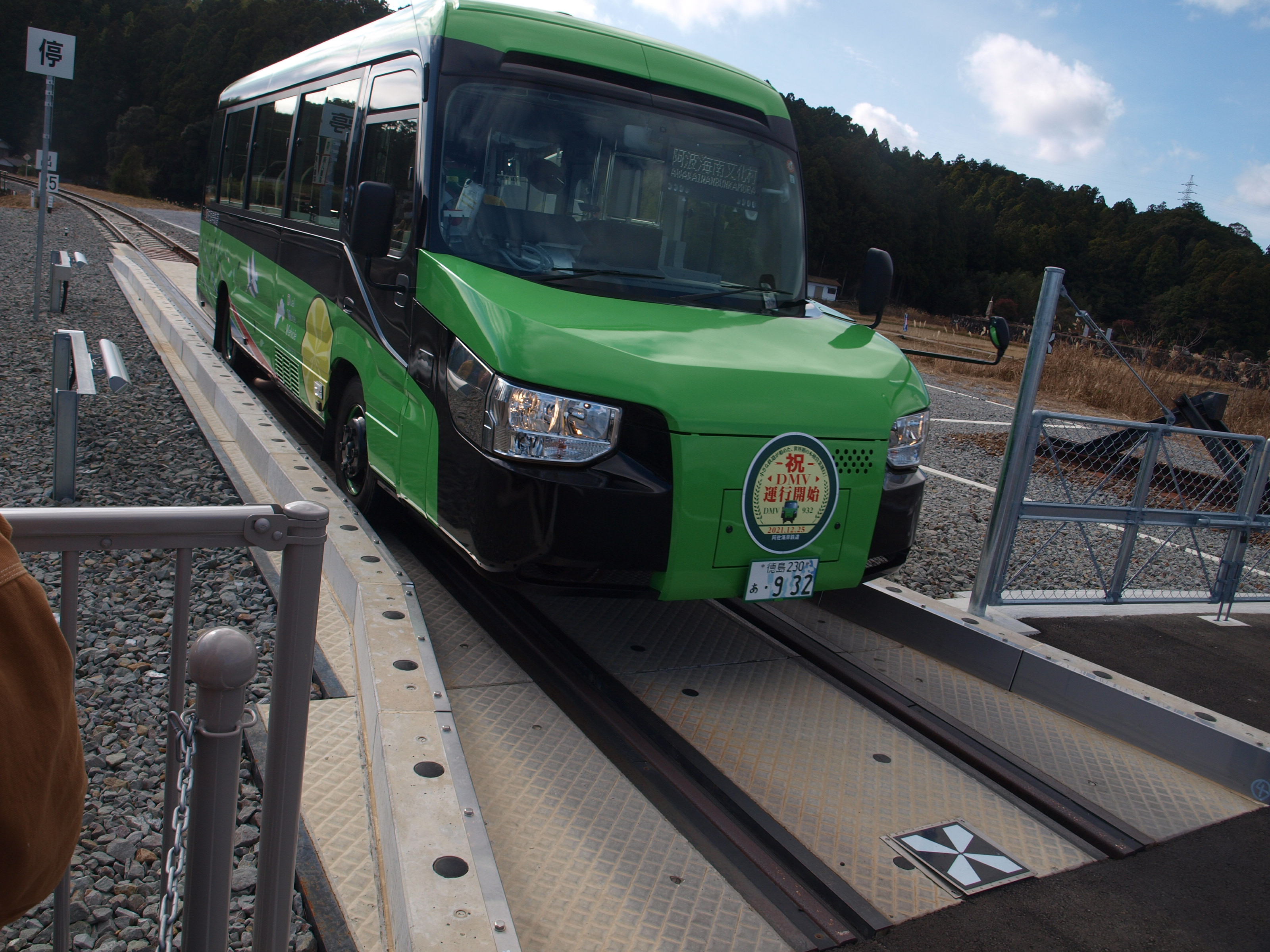
Rail-wegbus op Shikoku

### Rail-wegbus
Op het Japanse eiland Shikoku rijdt sinds eind 2021 voertuigen die passagiersvervoer verzorgen op zowel wegen als op een spoorweg.
Het gaat om een bus die door het neerlaten van ingebouwde dolly's ook op rails kan rijden. Het voertuig heeft de naam Dual Mode Vehicle (DMV) gekregen en wordt ingezet bij de Asa Coast Railway in Shikoku.
De Franse spoorwegen hebben drie projecten voor innovatieve voertuigen opgezet: een kort voertuig dat ook op de weg kan rijden en twee grotere maten railvoertuigen. De aandrijving geschiedt steeds door batterijen. Hierbij gaat om de ontwikkeling van korte voertuigen met een relatief laag gewicht. Zij zijn bedoeld voor regionale trajecten of trajecten die nu niet meer in gebruik zijn. Het rail-wegvoertuig-project heet FLEXY en biedt plaats aan 14 personen.

## Geschiedenis

### Parijs
Een vroeg voorbeeld is een Frans zwaar rijtuig dat diende om passagiers en post te vervoeren en dat getrokken door paarden, verplaatst werd via zowel gegroefde spoorstaven (rails) als, indien nodig, over de weg. Het werd voor het eerst gebruikt in 1866 op de route Parijs (la Place de la Concorde) – Versailles. Deze route betrof eerst een paardentram die door ingenieur Loubat in 1855 uit Amerika naar Parijs werd gehaald en daar le chemin de fer américain werd genoemd. De Nederlandse civiel ingenieur Cornelis Soetens, die toen in Parijs woonde, bracht het railroader-idee naar Nederland, toen hij zich weer in Den Haag vestigde en zich beijverde om diverse paardentramlijnen aan te laten leggen.

### Den Haag–Delft
In Nederland vond de railroader door Soetens' plannen in 1866 toepassing door de Algemeene Nederlandsche Railroute-Maatschappij (ANRM) op het traject Den Haag – Rijswijk – Delft. Het vervoer met een koets over de hobbelige bestrating was oncomfortabel, waardoor werd gekozen voor het rijden via spoorstaven. Deze waren gegroefd, zodat de wielen van het voertuig daarin pasten, niet meer over hobbelige wegen moest worden gereden en het voertuig een vloeiende lijn volgde. Voor de rit via de spoorstaven werd het draaistel vastgezet, en was het voertuig een paardentram. De Hoornbrug in Rijswijk vormde echter een obstakel, omdat daar geen spoorstaven konden worden aangelegd. Hier eindigden de spoorstaven, werd het draaistel losgemaakt en reed de railroader als omnibus over de weg totdat de brug was gepasseerd, waarna het voertuig weer via spoorstaven werd verder getrokken. Een soortgelijke situatie deed zich voor bij het kruisen van de spoorlijn Leiden – Den Haag. Deze verbinding bleef in stand totdat de ANRM in 1874 besloot de exploitatie wegens financiële moeilijkheden te staken. De ANRM werd in 1875 failliet verklaard.

### Duitsland
Een soortgelijke, gemotoriseerde versie van het voertuig was de Duitse Schi-Stra-Bus (Schienen-Straßen-Omnibus) die van 1953 tot 1968 toepassing vond. Deze reed echter over normale spoorstaven in plaats van in spoorstaven, werd door een dieselmotor aangedreven, en werd bij het op de rails gaan terplekke voorzien van raildolly's, een onder de vooras en een achter de achterwielen. De aangedreven achterwielen zorgden voor de tractie op de rails.    

## Galerij

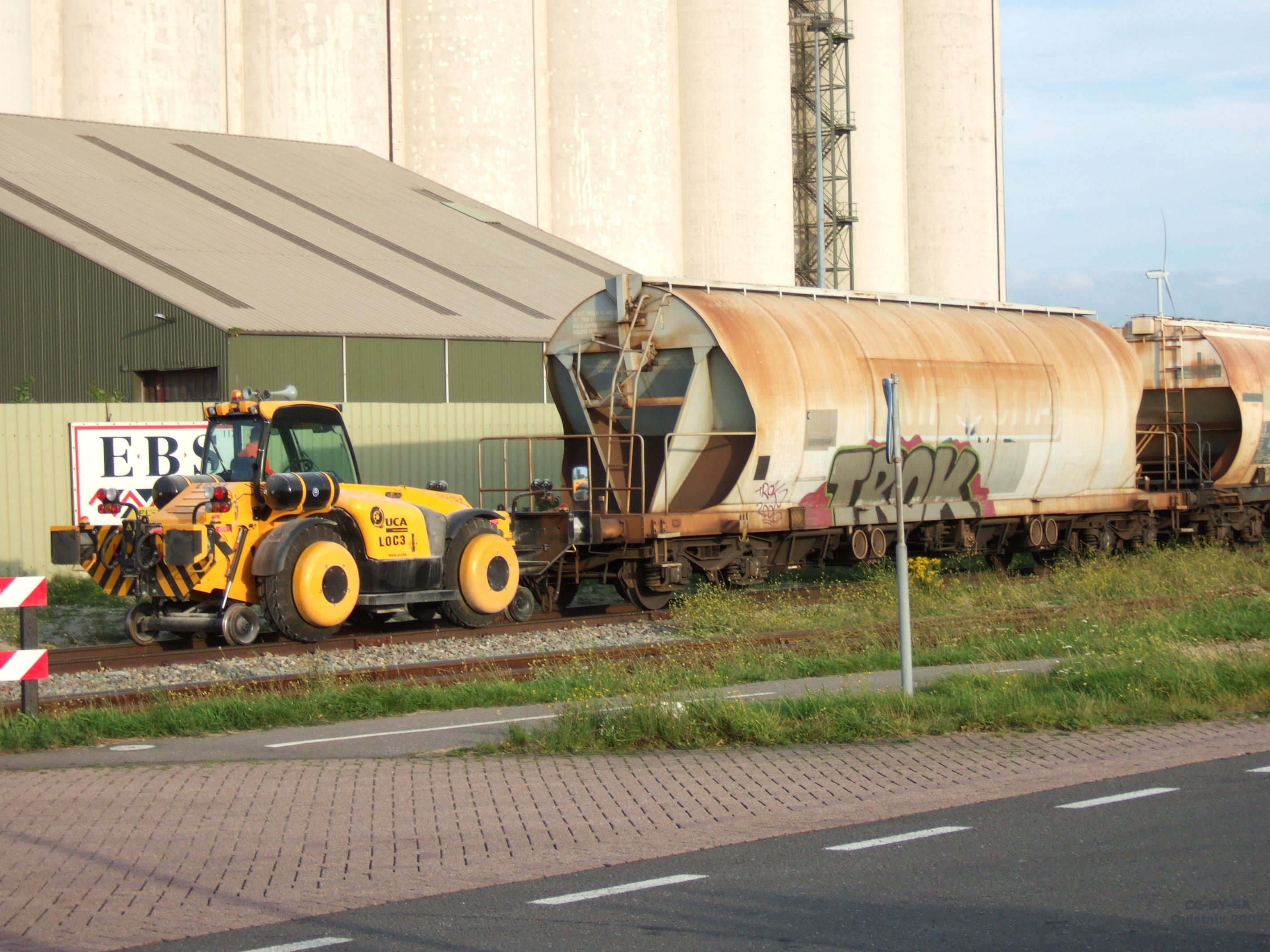
Rail-wegvoertuig type UCA-TRAC RB16 op de Maasvlakte
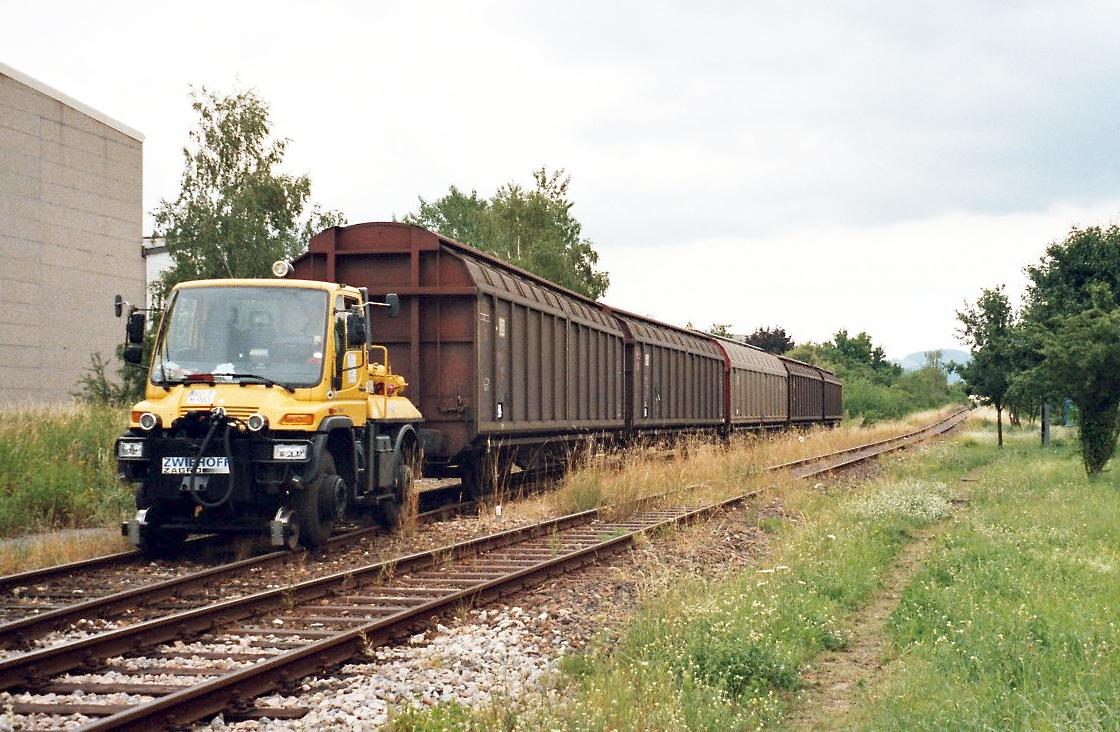
Een Unimog aan het rangeren op de Weinheim–Viernheim lijn
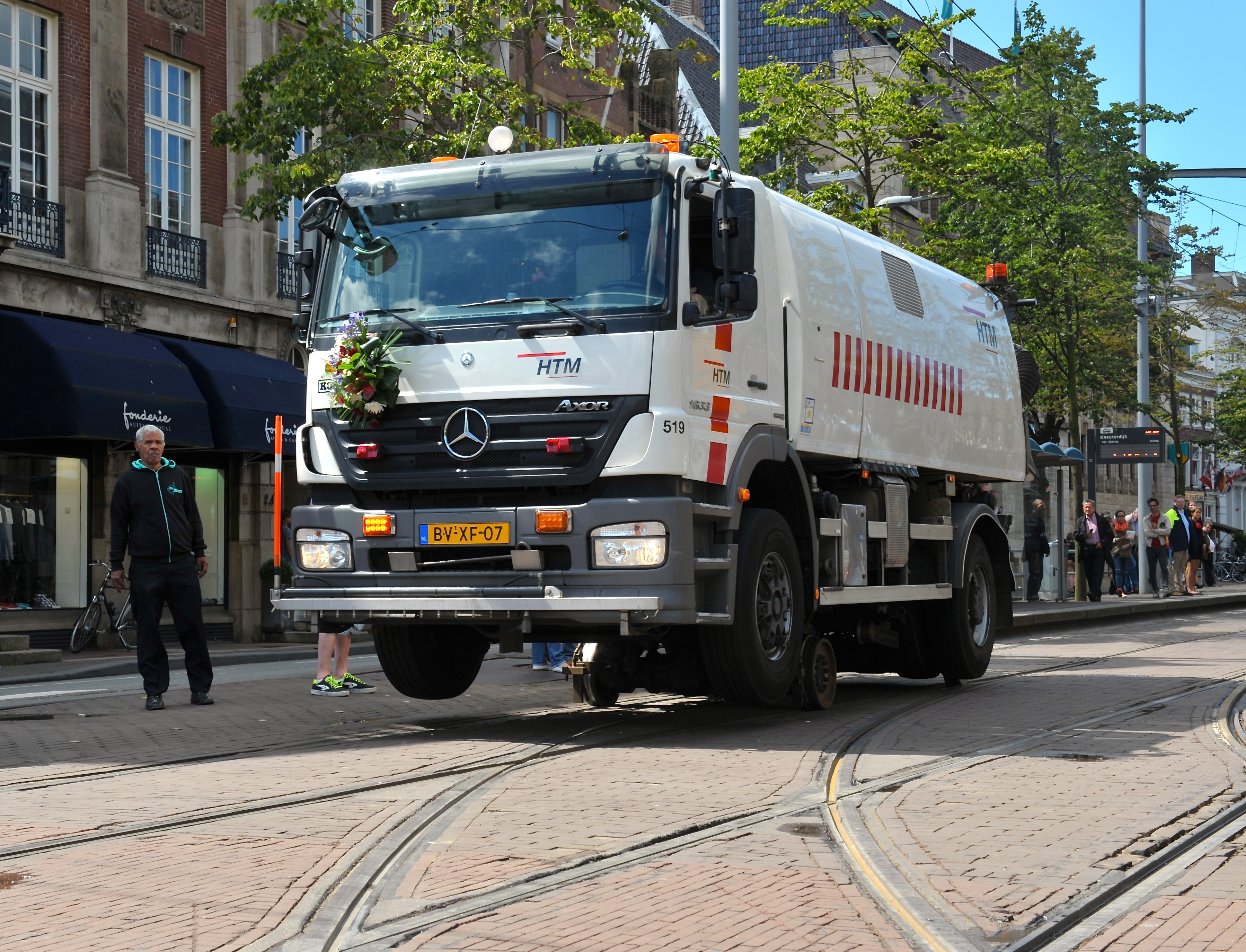
Een MB Axor
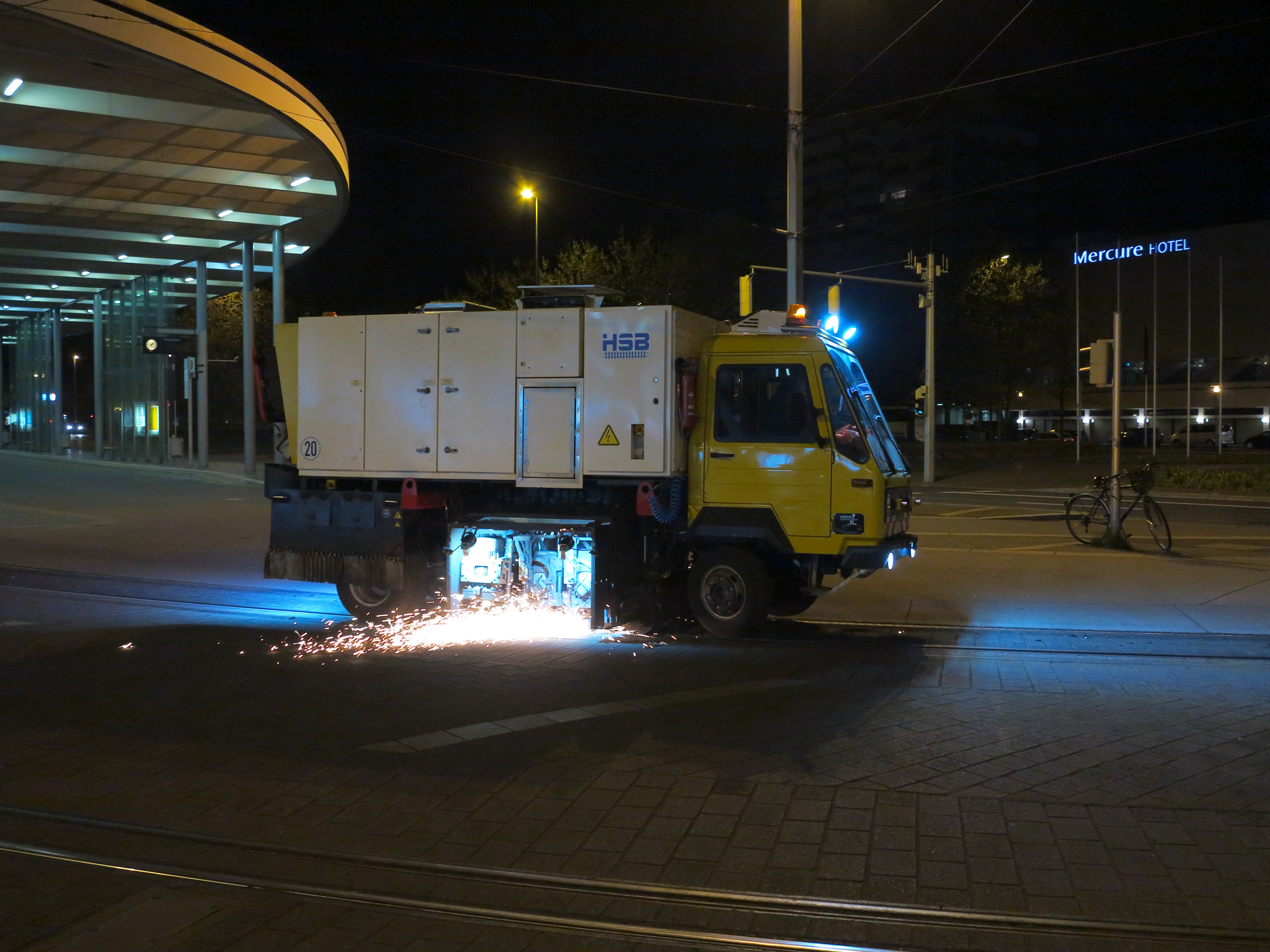
Een slijpwagen in Braunschweig
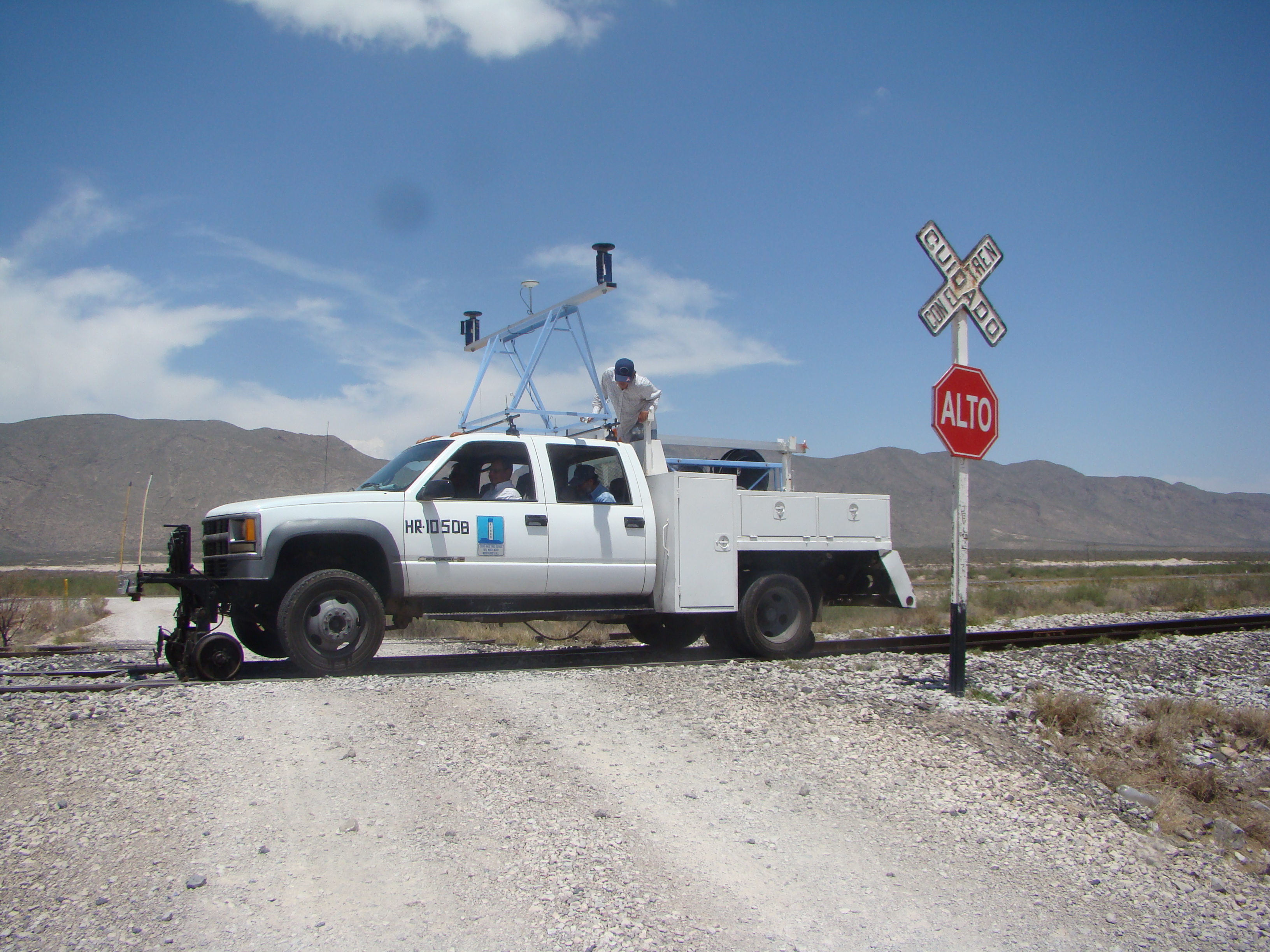
Een Chevrolet C3500
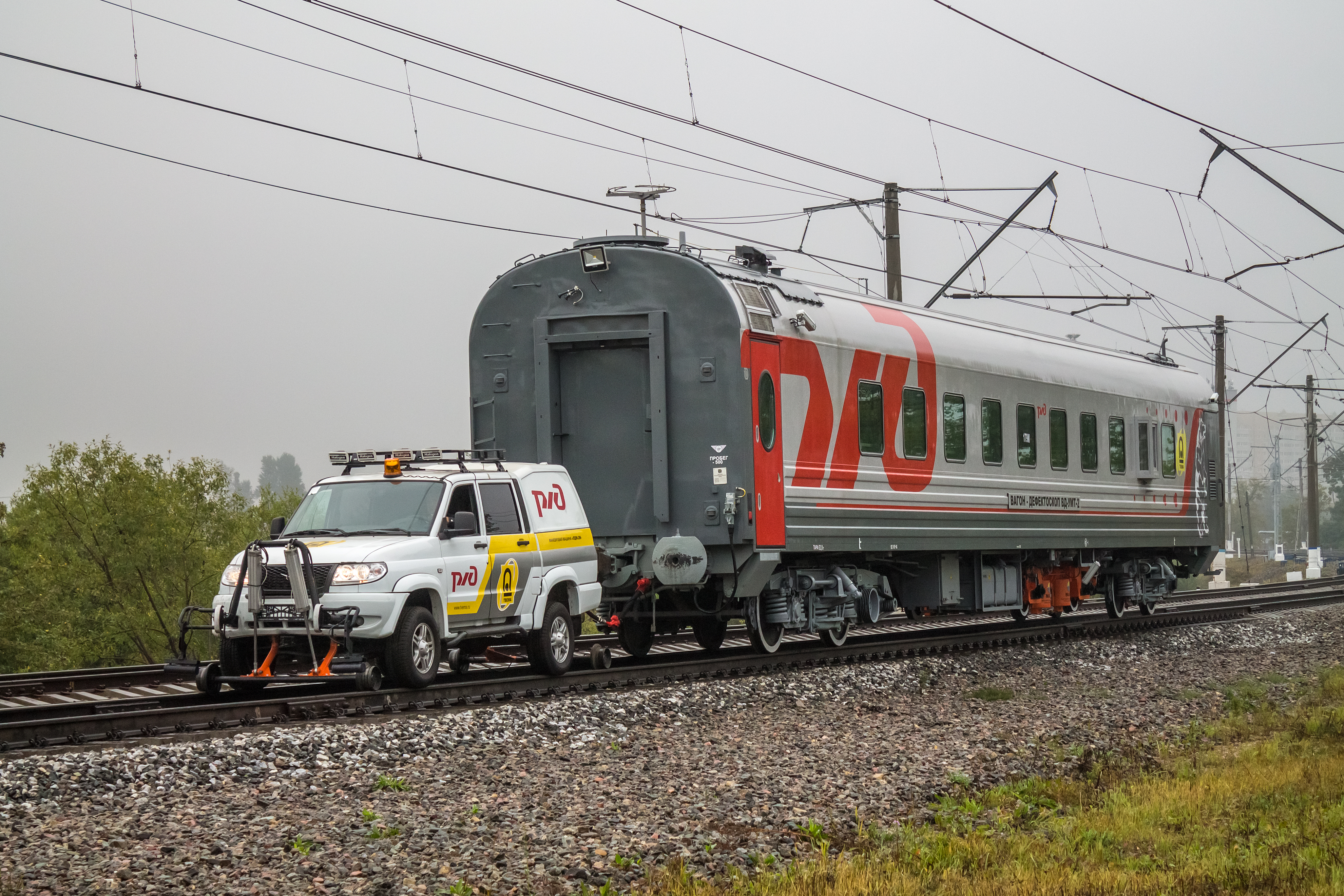
Rangeervoertuig type LDM-2M

## Trivia
De term Railroader kan ook betekenen: trein, passagierswagon. Ook niet te verwarren met railbus of geleide bus. 